# Amal Ramsis
Amal Ramsis (tiếng Ả Rập: أمل رمسيس) là một nhà làm phim Ai Cập. Cô học trực tiếp tại Trường Điện ảnh và Truyền hình Quốc tế ở Madrid.

## Đóng phim
| Năm  | Tựa phim ban đầu   | Tên tiếng Anh           | Vai trò  |
| ---- | ------------------ | ----------------------- | -------- |
| 2018 | Bạn đến từ nơi xa  | Bạn đến từ nơi xa       | Đạo diễn |
| 2015 | ر الفراشة          | Dấu vết của con bướm    | Đạo diễn |
| 2011 | Tôi thích          | Bị cấm                  | Đạo diễn |
| 2009 | Đời sống           | Cuộc sống               | Đạo diễn |
| 2005 | Sueños Solo        | Chỉ có những giấc mơ    | Đạo diễn |
| 2001 | بيروت على شط البحر | Beirut nằm trên bờ biển | Đạo diễn |

Cô cũng đã làm đạo diễn cho Im lặng và cao nguyên .

### Giải thưởng
Tử Cấm của Ramsis đã được trao Giải thưởng Khán giả cho Phim tài liệu hay nhất trong Drac Magic (tháng 5 năm 2011), Phim hay nhất trong Liên hoan phim Ả Rập Rotterdam (tháng 9 năm 2011), Phim hay nhất về Nhân quyền trong Liên hoan Quốc tế Vô hình de Bilbao (tháng 9 năm 2011), Bộ phim hay nhất trong Liên hoan phim chính trị được thực hiện bởi Phụ nữ Madrid (tháng 12 năm 2011) và Phim tài liệu hay nhất trong Liên hoan phim Internacional de Cine Pobre (tháng 4 năm 2012); nó cũng được chiếu tại Liên hoan phim Thiên niên kỷ và Liên hoan phim Ả Rập Berlin. The Trace of the Butterfly của cô, một bộ phim hoàn toàn độc lập không có kinh phí bên ngoài, đã nhận được giải thưởng Khán giả ở Dortmund | Liên hoan phim quốc tế dành cho phụ nữ của Cologne và được chiếu tại Liên hoan phim Istanbul, Liên hoan phim CINEQUEST tại California, Liên hoan phim châu Phi của cô và Liên hoan phim châu Phi IAWRT.

## Đóng góp cho Liên hoan phim

### Liên hoan phim quốc tế phụ nữ Cairo
Năm 2008, cô thành lập Caravan của Ả Rập và Phim tiếng Latin của phụ nữ Mỹ  (tiếng Ả Rập: قافلة سينما المرأة العربية واللاتينية) Hoặc Entre Cineastas (tiếng Ả Rập: بين سينمائيات), Trong đó phát triển sau này vào Quốc tế Phụ nữ Cairo Liên hoan phim (tiếng Ả Rập: مهرجان القاهرة الدولي لسينما المرأة). Đây là lễ hội đầu tiên thuộc thể loại này ở Thế giới Ả Rập. Ramsis cũng đứng đầu chương trình Hội thảo một phút, nơi cô đào tạo những phụ nữ không chuyên nghiệp về những điều cơ bản của điện ảnh và đạo diễn phim ngắn.

### Dortmund | Liên hoan phim quốc tế phụ nữ Cologne
Ramsis nằm trong ban giám khảo tuyển chọn giải thưởng phim Rwe năm 2015.

## liên kết ngoài
- Amal Ramsis trên IMDb
- Kênh Vimeo của Amal Ramsis